# 假如…人命買家救了東尼史達？
〈假如…人命買家救了東尼史達？〉（英語：What If... Killmonger Rescued Tony Stark?）是美國超級英雄類型的迷你網路動畫影集《無限可能：假如…？》第一季的第六集，改編自漫威的同名漫畫。本集为漫威電影宇宙的系列作品之一，與漫威電影宇宙系列電影處於同一架空世界和共同世界。本集故事發生於2008年電影《鋼鐵人》的平行時間線中，齊爾蒙格在阿富汗救下東尼·史塔克，史塔克的胸膛未被彈片擊中，他因此並未成為超級英雄鋼鐵人。本集由馬修·昌西（Matthew Chauncey）編劇，布萊恩·安德魯執導。
傑佛瑞·懷特為觀察者配音，以該角色的身份負責影集旁白。麥可·B·喬丹回歸聲演齊爾蒙格。主要配音演員還包括強·法夫洛、查德維克·博斯曼、安琪拉·貝瑟、達娜·古瑞拉、安迪·瑟克斯、唐·奇鐸、保羅·貝特尼、蕾絲莉·畢柏、約翰·卡尼、米克·温格特、基夫·范登霍伊維爾、貝絲·霍伊特（Beth Hoyt）、麥可·麥吉爾和奧齊馬·阿卡哈（Ozioma Akagha）。斯蒂芬·弗蘭克擔當動畫師。
〈假如…人命買家救了東尼史達？〉於2021年9月15日在Disney+首播。

## 劇情
東尼·史塔克和一隊美國士兵在阿富汗遭遇恐怖犯罪組織十環幫的伏擊，東尼被「齊爾蒙格」艾瑞克·史蒂芬斯所救。毫髮無傷的東尼帶著齊爾蒙格回到美國。齊爾蒙格揭露史塔克工業的營運長奧巴迪亞·施坦是這起事件的幕後黑手。此後，東尼與齊爾蒙格合作，利用齊爾蒙格帶來的汎合金組建一個能夠遠程操縱的戰鬥機器人。為了繼續打造機器人軍隊，東尼安排詹姆斯·羅德從尤里西斯·克勞的手中購買更多的汎合金。齊爾蒙格暗中授意克勞將消息透露給瓦干達，誘騙「黑豹」帝查拉前來調查。齊爾蒙格趁機殺死羅德和帝查拉，並將現場佈置成兩人因互相殘殺而死亡。東尼通過人工智慧系統賈維斯得知實情，控制着戰鬥機器人與齊爾蒙格戰鬥。齊爾蒙格擊敗機器人並殺死東尼，並誣陷是瓦干達人所為。齊爾蒙格殺死克勞，回到瓦干達，與親屬瓦干達國王帝查卡等人團聚。為了替羅德和東尼復仇，賽迪斯·羅斯將軍派出由史塔克工業研發出的機器人軍隊攻擊瓦干達。齊爾蒙格領導瓦干達戰士擊敗機器人軍隊。戰後，齊爾蒙格獲得心形藥草，成為新任的黑豹。帝查拉的妹妹舒莉察覺到齊爾蒙格的詭計，她來到美國告知東尼的秘書小辣椒·波茲，希望能阻止瓦干達和美國發生進一步衝突。

## 製作

### 開發
2018年9月，漫威影業宣佈為迪士尼旗下的在線流媒體平台Disney+開發數個限定電視劇。2019年3月，漫威確認製作一部基於漫畫《假如…？》改編的動畫劇集。凱文·費吉將擔當這部獨立單元劇的製片人，影集講述如果系列電影中的關鍵時刻出現不同於影片中情況時會發生什麼，例如洛基能夠舉起索爾的雷霆戰鎚。曾在電影中出演主要角色的多位演員有望為動畫配音。2019年4月，迪士尼和漫威正式宣佈製作影集。導演布萊恩·安德魯於2018年與漫威影業的執行製片人布拉德·溫德鮑姆會面。2019年8月，A·C·布拉德利確定擔當首席編劇，布萊恩·安德魯確定擔當影集導演。影集的執行製片人包括布拉德·溫德鮑姆、凱文·費吉、路易斯·德·埃斯波西托（Louis D'Esposito）、維多莉亞·阿隆索、布萊恩·安德魯和A·C·布拉德利，凱莉·瓦聖納（Carrie Wassenaar）擔當製片人:2。本集標題為〈假如…人命買家救了東尼史達？〉（What If... Killmonger Rescued Tony Stark?），由布萊恩·安德魯執導，馬修·昌西（Matthew Chauncey）編劇。本集故事發生於2008年電影《鋼鐵人》的平行時間線中，齊爾蒙格在阿富汗救下東尼·史塔克，史塔克的胸膛未被彈片擊中，他因此沒有成為超級英雄鋼鐵人。

### 選角
傑佛瑞·懷特為觀察者配音，以該角色的身份負責影集旁白。漫威繼續啟用曾在電影中出演主要角色的多名演員為動畫配音。麥可·B·喬丹回歸聲演「齊爾蒙格」艾瑞克·史蒂芬斯。強·法夫洛聲演快樂·霍根。查德維克·博斯曼聲演帝查拉／黑豹。安琪拉·貝瑟聲演拉瑪達。達娜·古瑞拉聲演奧科耶。安迪·瑟克斯聲演尤里西斯·克勞。唐·奇鐸聲演詹姆斯·羅德。保羅·貝特尼聲演賈維斯。蕾絲莉·畢柏聲演姬絲汀·艾佛哈特。約翰·卡尼聲演帝查卡。米克·温格特接替小勞勃·道尼聲演東尼·史塔克。基夫·范登霍伊維爾接替傑夫·布里吉聲演奧巴迪亞·施坦。貝絲·霍伊特（Beth Hoyt）接替格溫妮絲·帕特羅聲演小辣椒·波茲。麥可·麥吉爾接替威廉·赫特聲演賽迪斯·羅斯。奧齊馬·阿卡哈（Ozioma Akagha）接替莉蒂西亞·萊特聲演舒莉。

### 動畫
斯蒂芬·弗蘭克擔當動畫師。動畫中的人物造型基於電影中演員形象通過卡通渲染完成。儘管整部影集具有統一的動畫藝術風格，但是每集的調色等後期處理略有不同:4。

## 音樂
蘿拉·卡普曼為本集作曲，於2021年9月17日由漫威音樂和好萊塢唱片聯合發行。
| 〈假如…人命買家救了東尼史達？〉音樂原聲帶 | 〈假如…人命買家救了東尼史達？〉音樂原聲帶 | 〈假如…人命買家救了東尼史達？〉音樂原聲帶 |
| 曲序                                      | 曲目                                      | 时长                                      |
| ----------------------------------------- | ----------------------------------------- | ----------------------------------------- |
| 1.                                        |                                           | 0:53                                      |
| 2.                                        |                                           | 1:09                                      |
| 3.                                        |                                           | 1:11                                      |
| 4.                                        |                                           | 1:02                                      |
| 5.                                        |                                           | 0:52                                      |
| 6.                                        |                                           | 0:56                                      |
| 7.                                        |                                           | 0:56                                      |
| 8.                                        |                                           | 1:11                                      |
| 9.                                        |                                           | 1:26                                      |
| 10.                                       |                                           | 1:26                                      |
| 11.                                       |                                           | 1:40                                      |
| 12.                                       |                                           | 1:36                                      |
| 13.                                       |                                           | 1:07                                      |
| 14.                                       |                                           | 1:21                                      |
| 15.                                       |                                           | 2:11                                      |
| 16.                                       |                                           | 0:50                                      |
| 17.                                       |                                           | 1:02                                      |
| 总时长：                                  | 总时长：                                  | 20:49                                     |

## 發行
〈假如…人命買家救了東尼史達？〉於2021年9月15日在Disney+首播。

## 備註
1. ↑  某個關於齊爾蒙格的時間點出現了分岐點事件，分裂出一條全新的分支時間線，衍生出本集中不同於2008年電影《鋼鐵人》的後續故事。

## 資料來源
1. ↑  Kroll, Justin. . Variety. 2018-09-18  [2018-09-18]. （原始内容存档于2018-09-19） （美国英语）.
2. 1 2  Sciretta, Peter. . /Film. 2019-03-12  [2019-03-20]. （原始内容存档于2019-03-20） （美国英语）.
3. ↑  Dinh, Christine. . Marvel.com. 2019-04-12  [2021-07-29]. （原始内容存档于2019-04-12） （美国英语）.
4. ↑  Ashaari, Alleef. . Kakuchopurei. 2021-08-02  [2021-08-02]. （原始内容存档于2021-08-02） （美国英语）.
5. ↑  Guttmann, Graeme. . Screen Rant. 2021-08-02  [2021-08-02]. （原始内容存档于2021-08-02） （美国英语）.
6. ↑  Radulovic, Petrana. . Polygon. 2019-08-24  [2019-08-24]. （原始内容存档于2019-08-24） （美国英语）.
7. 1 2   (PDF). Disney Media and Entertainment Distribution. 2021-07-30  [2021-08-01]. （原始内容存档 (PDF)于2021-08-01） （美国英语）.
8. 1 2 3 4  . Film Music Reporter. 2021-09-16  [2021-09-16]. （原始内容存档于2019-09-17） （美国英语）.
9. 1 2  Elvy, Craig. . Screen Rant. 2021-09-15  [2021-09-15]. （原始内容存档于2021-09-15） （美国英语）.
10. ↑  Arrant, Chris. . Newsarama. 2020-04-15  [2020-04-17]. （原始内容存档于2020-04-17） （美国英语）.
11. ↑  Jones, Marcus. . Entertainment Weekly. 2019-08-23  [2019-08-24]. （原始内容存档于2019-08-24） （美国英语）.
12. ↑  Salazar, Andrew J. . Discussing Film. 2019-09-06  [2019-09-27]. （原始内容存档于2019-09-22） （美国英语）.
13. ↑  . Soundtrack.Net. 2021-08-13  [2021-08-15]. （原始内容存档于2021-08-14） （美国英语）.

## 外部連結
- 互联网电影数据库上假如…人命買家救了東尼史達？的资料（英文）